# Mithe Pur
Mithe Pur (ook gespeld als Mithapur of Meethapur) is een census town in het district Zuidoost-Delhi van het Indiase unieterritorium Delhi. De plaats ligt op de grens tussen Delhi en de staat Haryana.

## Demografie
Volgens de Indiase volkstelling van 2001 wonen er 41.243 mensen in Mithe Pur, waarvan 56% mannelijk en 44% vrouwelijk is. De plaats heeft een alfabetiseringsgraad van 67%.